# エーデルヴァイス (列車)

1957年のTEEエーデルヴァイスの運行経路（赤）。灰色は1957年夏ダイヤにおけるその他のTEE

エーデルヴァイス(Edelweiss)はオランダのアムステルダムまたはベルギーのブリュッセルとスイスのバーゼルまたはチューリッヒを、ルクセンブルク市、ストラスブールなどを経由して結んでいた昼行の国際列車である。1928年から第二次世界大戦による中断を挟んで1999年まで運行されていた。1957年から1979年まではTEEの一列車であった。また1980年代にはイタリアへ直通する客車も連結されていた。
ここではエーデルヴァイスと同時期にほぼ同じ区間で運行されていた列車、および後継列車である以下の列車についても記述する。
- イリス(Iris) : 1974年以降ブリュッセル - チューリッヒ間などで運行されていた列車。1974年から1981年まではTEEであり、その後はインターシティ、1987年からはユーロシティである。2016年4月2日限り廃止された。
- ヴォーバン(Vauban) : 1988年以降ブリュッセル - バーゼル、チューリッヒ間などで運行されていたユーロシティ。2016年4月2日限り廃止された。
- ジャン・モネ(Jean Monnet) : エーデルヴァイスの後継として1999年以降ブリュッセル - ストラスブール、バーゼル間などで運行されていたユーロシティ。2011年12月11日改正で列車番号はそのままルクセンブルク - ストラスブール間のTER200（フランス語版）（愛称名なし）に格下げされ、最終的に運行区間がルクセンブルク発バーゼル行、ミュルーズ発ルクセンブルク行となった後、2016年4月2日限り廃止された。

エーデルヴァイスはドイツ経由のラインゴルトと並んでヨーロッパの南北を連絡する列車であった。TEE時代にはTEEで最多の5ヶ国（オランダ、ベルギー、ルクセンブルク、フランス、スイス）を経由していた。
列車名の由来は以下の通り。
- エーデルヴァイス : 高山植物のエーデルワイス[1]（和名ウスユキソウ）。スイスの国花。
- イリス : アヤメ属の花の総称[2]。その一種であるキショウブ(Iris des marais)はブリュッセル市の象徴とされる。
- ジャン・モネ : 欧州統合に貢献した実業家、政治家のジャン・モネ[1]。

## 歴史

### 第二次大戦前
エーデルヴァイスは1928年6月15日、国際寝台車会社（ワゴン・リ）のプルマン車（サロン車）を利用した昼行列車としてアムステルダム - チューリッヒ間で運行を開始した。このころワゴン・リ車は西ヨーロッパ各地でプルマン車を主とした豪華列車の運行を始めており、エーデルヴァイスもその一つだった。エーデルヴァイスの1ヶ月前の1928年5月15日には、ワゴン・リのライバルであるミトローパの客車による列車「ラインゴルト」がオランダのフーク・ファン・ホラント（Hoek van Holland)とバーゼルの間をドイツ経由で運行を始めていた。両列車はその後TEEの時代に至るまでライバル関係にあった。ただし、1929年から1933年までラインゴルトの一部客車がチューリッヒまで延長された際には、この客車は同区間でエーデルヴァイスに連結された。
エーデルヴァイスは1939年9月1日、同日に勃発した第二次世界大戦のため運休となった。

### 第二次大戦後
1955年5月22日、エーデルヴァイスはフランス国鉄の気動車による列車の名称として復活した。ただし運行区間はブリュッセル南駅 - バーゼルSNCF駅間に短縮されていた。翌1956年夏のダイヤ改正で運行区間はブリュッセル - チューリッヒ間に延長された。

### TEE
1957年6月2日、エーデルヴァイスはこの日発足したTEEの一列車となり、同時に運行区間は戦前と同じアムステルダム中央駅 - チューリッヒ中央駅間となった。車両はオランダ国鉄とスイス連邦鉄道（スイス国鉄）が共同開発した気動車が用いられた。ダイヤはアムステルダム発、チューリッヒ発とも11時台で、所要時間はチューリッヒ行(TEE 31)が10時間03分、アムステルダム行(TEE 30)は10時間15分だった。その後1970年には所要時間は9時間30分台にまで短縮された。
1960年にはエーデルヴァイスの走行経路は全線電化されたが、電化方式が国ごとに異なっていたことなどから、気動車が用いられ続けた。すべての電化方式に対応した電車としては1961年にスイス国鉄がTEEシザルパン（パリ - ミラノ）、ゴッタルド（チューリッヒ - ミラノ）、ティチノ（同）用に製造したRAe TEEII型があったが、アルプス山脈越えの急勾配区間を走行するこれらの列車と異なり、エーデルヴァイスの走る路線はおおむね平坦であるため、電車化するメリットが小さいとして用いられなかった。1957年のTEE発足当時、TEEはすべて気動車列車だったが、1960年代以降は電気機関車の牽引する客車列車などに置き換えられている。1972年にはエーデルヴァイスは唯一残った気動車によるTEEとなっていた。

### 電車化

1974年のTEEエーデルヴァイス、イリスの運行経路（赤）。灰色は1974年夏ダイヤにおけるその他のTEE

1974年5月26日のダイヤ改正で、エーデルヴァイスの運行区間はブリュッセル南駅 - チューリッヒ中央駅間に変更された。またこの日から同区間にTEE「イリス」が運行を開始し、この区間のTEEは一日2往復となった。午前中のブリュッセル行、夕方のチューリッヒ行がエーデルヴァイスであり、その逆がイリスである。
また、この時のダイヤ改正から使用車両がRAe TEEII型電車に変更された。同改正でシザルパンが客車列車に置き換えられ、ティチノが廃止されたことにより、余剰となった電車がエーデルヴァイスとイリスにあてられたものである。ダイヤ改正前後の共通区間であるブリュッセル北駅 - チューリッヒ中央駅間の所要時間は改正直前には7時間02分、改正後は6時間50分であり、電車化による時間短縮は12分であった。
一方このころには欧州統合の進展により、欧州諸共同体や欧州議会の所在地であるブリュッセル、ルクセンブルク、ストラスブールの三都市の間で二等車の需要が増加していた。このため、エーデルヴァイスは1979年5月27日から二等車を含む通常の急行列車になり、TEEではなくなった。イリスも1981年6月1日から二等車を連結したインターシティとなった。

### TEE以降
1979年からエーデルヴァイスは二等車を含む客車による急行列車となり、運行区間もアムステルダム - バーゼル間に変更された。1980年に国際列車としてのインターシティが誕生した後も、エーデルヴァイスは通常の急行列車のままであった。1981年冬のダイヤ改正では運行区間は再びブリュッセル - チューリッヒ間となり、この列車にマーストリヒト、リエージュ - ジェノヴァ間の直通客車がルクセンブルク - バーゼル間で連結された。客車の直通区間は1982年にはアムステルダム - ピサ間、1987年にはアムステルダム - アンコーナ間、1988年にはブリュッセル - ローマ間と変更された。なおいずれもスイスとイタリアの間では夜行列車となる。エーデルヴァイス自体の運行区間は1987年からブリュッセル - バーゼル間に短縮された。
一方イリスは1981年から客車列車によるブリュッセル - チューリッヒ間のインターシティとなった。ルクセンブルク駅やバーゼルSBB駅での機関車交換などのため、所要時間はTEE時代よりも長くなっていた。1982年にはブリュッセル - クール間に延長された。1987年にはこの年発足したユーロシティの一列車となっている。なおこのときもエーデルヴァイスは通常の急行列車のままだった。
1988年、ブリュッセル - バーゼル間で運行されていた無名の急行列車がユーロシティに格上げされ、「ヴォーバン」と命名された。1992年からは、ヴォーバンはバーゼルからレッチュベルクトンネルとシンプロントンネルを経由してミラノまで延長された。なお客車の一部はバーゼルで分割され、ゴッタルド鉄道トンネル経由の別経路でミラノへ直通した。。
1999年5月30日のダイヤ改正でエーデルヴァイスは廃止され、代わってブリュッセル - ストラスブールにユーロシティ「ジャン・モネ」が新設された。
2004年冬のダイヤ改正で、3列車の運行区間は次のように変更された。
- EC 91/90 ヴォーバン(Vauban) : ブリュッセル南駅 - ブリーク駅
- EC 97/96 イリス(Iris) : ブリュッセル南駅 → チューリッヒ中央駅 および クール駅 → ブリュッセル南駅
- EC 295/296 ジャン・モネ(Jean Monnet) : ブリュッセル南駅 - バーゼルSNCF駅

その後2007年夏の改正でイリスが往復ともブリュッセル - クール間となり、ヴォーバンはブリュッセル - インターラーケン間に変更された。同年冬にはヴォーバンはブリュッセル - チューリッヒ間に再度変更され、2008年冬にはイリスがブリュッセル - チューリッヒ間に短縮されるとともにヴォーバンのブリュッセル行がクール始発となった。
2000年代前半までは各ユーロシティの停車駅はTEE時代のエーデルヴァイス、イリスとほぼ同じだったが、それ以降は停車駅が増える傾向にある。特に2007年夏にはストラスブール - ミュルーズ間で同区間の地域列車(TER200)と同様の停車駅となり、2007年冬にはブリュッセル - ルクセンブルク間で一部ユーロシティの停車駅が同区間のインターシティと同じになった。
2011年12月11日のダイヤ改正で295/296列車はルクセンブルク - ストラスブール間運転の愛称なしTER200に格下げされた。その時点でヴォーバン・イリスの両列車は存置されたものの、翌期2012年6月10日ダイヤ改正で両列車とも南行列車はバーゼル止まり、北行列車はヴォーバンがチューリッヒ始発、イリスがクール始発となった。
2016年4月3日のダイヤ改正で、ヴォーバン、イリスを含むルクセンブルク - ストラスブール間を直通する列車は全廃された。ベルギー国鉄は両列車廃止の理由として、所要時間が長過ぎること、鉄道インフラの近代化（ルクセンブルク国鉄のETCS 導入）、TERロレーヌの増発に伴い長距離列車を設定しにくくなること、スイス連邦鉄道が2014年にベルギー - スイス間に車体傾斜式車両を導入する計画を放棄したこと、TGVの改善（LGV東ヨーロッパ線#2期区間開業）に伴い、ベルギーやルクセンブルクからストラスブールなどフランス東部への便が図られることを挙げている。同改正では、ブリュッセル - ストラスブール間をLGV北線、LGV東連絡線及びLGV東ヨーロッパ線経由で結ぶTGV並びにルクセンブルク - ストラスブール - ミュルーズ - モンペリエ間を結ぶTGVが新設された。

### 年表
- 1928年6月15日 : 「エーデルヴァイス」、アムステルダム - チューリッヒ間で運行開始。
- 1939年9月1日 : 運行休止。
- 1955年5月22日 : 急行エーデルヴァイス、ブリュッセル - バーゼル間で運行再開。
- 1956年夏 : エーデルヴァイス、ブリュッセル - チューリッヒ間に延長。
- 1957年6月2日 : エーデルヴァイス、TEEに昇格。アムステルダム - チューリッヒ間に延長。
- 1974年5月26日 : エーデルヴァイス、電車化の上ブリュッセル - チューリッヒ間に短縮。同区間にTEE「イリス」運行開始。
- 1979年5月27日 : エーデルヴァイス、アムステルダム - バーゼル間の通常の急行列車に。
- 1981年6月1日 : イリス、インターシティに種別変更。
- 1981年冬 : エーデルヴァイス、ブリュッセル - チューリッヒ間に。
- 1987年5月31日 : エーデルヴァイス、ブリュッセル - バーゼル間に短縮。イリス、ユーロシティに種別変更。
- 1988年夏 : ユーロシティ「ヴォーバン」運行開始。
- 1999年5月30日 : エーデルヴァイス廃止。ユーロシティ「ジャン・モネ」運行開始。
- 2011年12月11日 : ジャン・モネをルクセンブルク - ストラスブール間運転の愛称なしTER200に格下げ。
- 2016年4月2日限り : イリス、ヴォーバン及び旧ジャン・モネ（295/296列車）を廃止。

## 2009年12月時点の運行状況
2009年12月のダイヤ改正後の時点において、ブリュッセル - バーゼル間を含む区間には以下の3往復のユーロシティ(EC)が運行されていた。
- EC 91/90 ヴォーバン(Vauban) : ブリュッセル南駅 → クール駅 および チューリッヒ中央駅 → ブリュッセル南駅
- EC 97/96 イリス(Iris) : ブリュッセル南駅 - チューリッヒ中央駅
- EC 295/296 ジャン・モネ(Jean Monnet) : ブリュッセル南駅 - バーゼルSNCF駅

いずれもTEE時代のエーデルヴァイス、イリスと比べて停車駅が増えている。ヴォーバン、イリスのブリュッセル - チューリッヒ間の所要時間は8時間を超えており、TEE時代に比べ1時間以上遅くなっていた。

## Eurocaprail
欧州連合は欧州横断輸送ネットワーク(Trans-European Transport Networks, TEN-T)の一つとして、ブリュッセル - ルクセンブルク - ストラスブール間の鉄道Eurocaprailを計画している。これは北海沿岸とスイス、イタリアを結ぶ経路の一部となる。在来線の改良と一部区間での新線建設、およびフランス国内ではLGV東ヨーロッパ線2期区間に乗り入れることにより、ブリュッセル - ストラスブール間の所要時間は3時間にまで短縮される見込みである。

## 停車駅一覧
TEE時代のエーデルヴァイス、イリスと2009年冬のダイヤ改正時点におけるユーロシティの停車駅を示す。
| 国             | 駅名                                   | 1957年6月2日 - 1974年5月25日 | 1974年5月26日 - 1979年5月26日 | 1979年5月27日 - 1981年5月30日 |        | 2009年12月13日 - | 2009年12月13日 - | 2009年12月13日 - |
| 国             | 駅名                                   | エーデルヴァイス             | エーデルヴァイス イリス       | イリス                        | イリス | ヴォーバン       | ジャン・モネ     |                  |
| -------------- | -------------------------------------- | ---------------------------- | ----------------------------- | ----------------------------- | ------ | ---------------- | ---------------- | ---------------- |
| オランダ       | アムステルダム中央駅                   | ●                            |                               |                               |        |                  |                  |                  |
| オランダ       | デン・ハーグHS駅                       | ●                            |                               |                               |        |                  |                  |                  |
| オランダ       | ロッテルダム中央駅                     | ●                            |                               |                               |        |                  |                  |                  |
| オランダ       | ローゼンダール駅 (Roosendaal)          | ●                            |                               |                               |        |                  |                  |                  |
| ベルギー       | アントウェルペン東駅(Antwerpen-Oost)   | ●                            |                               |                               |        |                  |                  |                  |
| ベルギー       | ブリュッセル南駅                       | ∥                            | ●                             | ●                             | ●      | ●                | ●                |                  |
| ベルギー       | ブリュッセル中央駅                     | ∥                            | ｜                            | ｜                            | ●      | ●                | ●                |                  |
| ベルギー       | ブリュッセル北駅                       | ●                            | ●                             | ●                             | ●      | ●                | ●                |                  |
| ベルギー       | ブリュッセル・カルティエ・レオポルド駅 | ※                            | ●                             | ●                             | ●      | ●                | ●                |                  |
| ベルギー       | （略）                                 | ｜                           | ｜                            | ｜                            | ｜     | ▼                | ▲                |                  |
| ベルギー       | ナミュール駅                           | ●                            | ●                             | ●                             | ●      | ●                | ●                |                  |
| ベルギー       | （略）                                 | ｜                           | ｜                            | ｜                            | ｜     | ▼                | ▲                |                  |
| ベルギー       | リブラモン駅 (Libramont)               | ｜                           | ｜                            | ｜                            | ▼      | ●                | ▲                |                  |
| ベルギー       | アルロン駅 (Arlon)                     | ●                            | ●                             | ●                             | ●      | ●                | ●                |                  |
| ルクセンブルク | ルクセンブルク駅                       | ●                            | ●                             | ●                             | ●      | ●                | ●                |                  |
| フランス       | ティオンヴィル駅 (Thionville)          | ●                            | ●                             | ●                             | ●      | ●                | ●                |                  |
| フランス       | メス・ヴィル駅 (Metz-Ville)            | ●                            | ●                             | ●                             | ●      | ●                | ●                |                  |
| フランス       | ストラスブール駅 (Strasbourg)          | ●                            | ●                             | ●                             | ●      | ●                | ●                |                  |
| フランス       | セレスタ駅 (Sélestat)                  | ｜                           | ｜                            | ｜                            | ●      | ●                | ●                |                  |
| フランス       | コルマール駅 (Colmar)                  | ｜                           | ※                             | ●                             | ●      | ●                | ●                |                  |
| フランス       | ミュルーズ・ヴィル駅 (Mulhouse-Ville)  | ●                            | ●                             | ●                             | ●      | ●                | ●                |                  |
| スイス         | バーゼルSNCF駅                         | ｜                           | ｜                            | ｜                            | ●      | ●                | ●                |                  |
| スイス         | バーゼルSBB駅                          | ●                            | ●                             | ●                             | ●      | ●                |                  |                  |
| スイス         | （略）                                 | ｜                           | ｜                            | ｜                            | ●      | ▲                |                  |                  |
| スイス         | （略）                                 | ｜                           | ｜                            | ｜                            | ∥      | ▼                |                  |                  |
| スイス         | バーデン駅 (Baden)                     | ｜                           | ｜                            | ▲                             | ●      | ▲                |                  |                  |
| スイス         | チューリッヒ中央駅                     | ●                            | ●                             | ●                             | ●      | ●                |                  |                  |

| ●    | ▼                          | ▲                          | ｜                 | ∥        | ※        |
| ---- | -------------------------- | -------------------------- | ------------------ | -------- | -------- |
| 停車 | チューリッヒ方面行のみ停車 | ブリュッセル方面行のみ停車 | 通過または経由せず | 経由せず | 注釈参照 |

1. ↑  アムステルダム発着のエーデルヴァイスは方向転換を行なう。
2. ↑  2000年5月28日にブリュッセル＝リュクサンブール駅と改称。
3. ↑  1965年5月30日から停車。
4. ↑  この間オティニー駅(Ottignies)、ジャンブルー駅(Gembloux)
5. ↑  この間シネイ駅(Ciney)、マルロワ駅(Marloie)、ジャメル駅(Jemelle)
6. ↑  方向転換を行なう。
7. ↑  イリスのみ停車
8. 1 2  ブリュッセル方面からの降車とブリュッセル方面への乗車のみ
9. 1 2  チューリッヒ方面への乗車とチューリッヒ方面からの降車のみ
10. ↑  この間ラインフェルデン駅(Rheinfelden)、ブルック駅(Brugg)
11. ↑  この間リースタル駅、アーラウ駅(Aarau)、レンツブルク駅(Lenzburg)
12. ↑  ブリュッセル発の列車のみクール駅まで直通（停車駅省略）。

## 車両

### DE-IV形/RAm TEEI形気動車

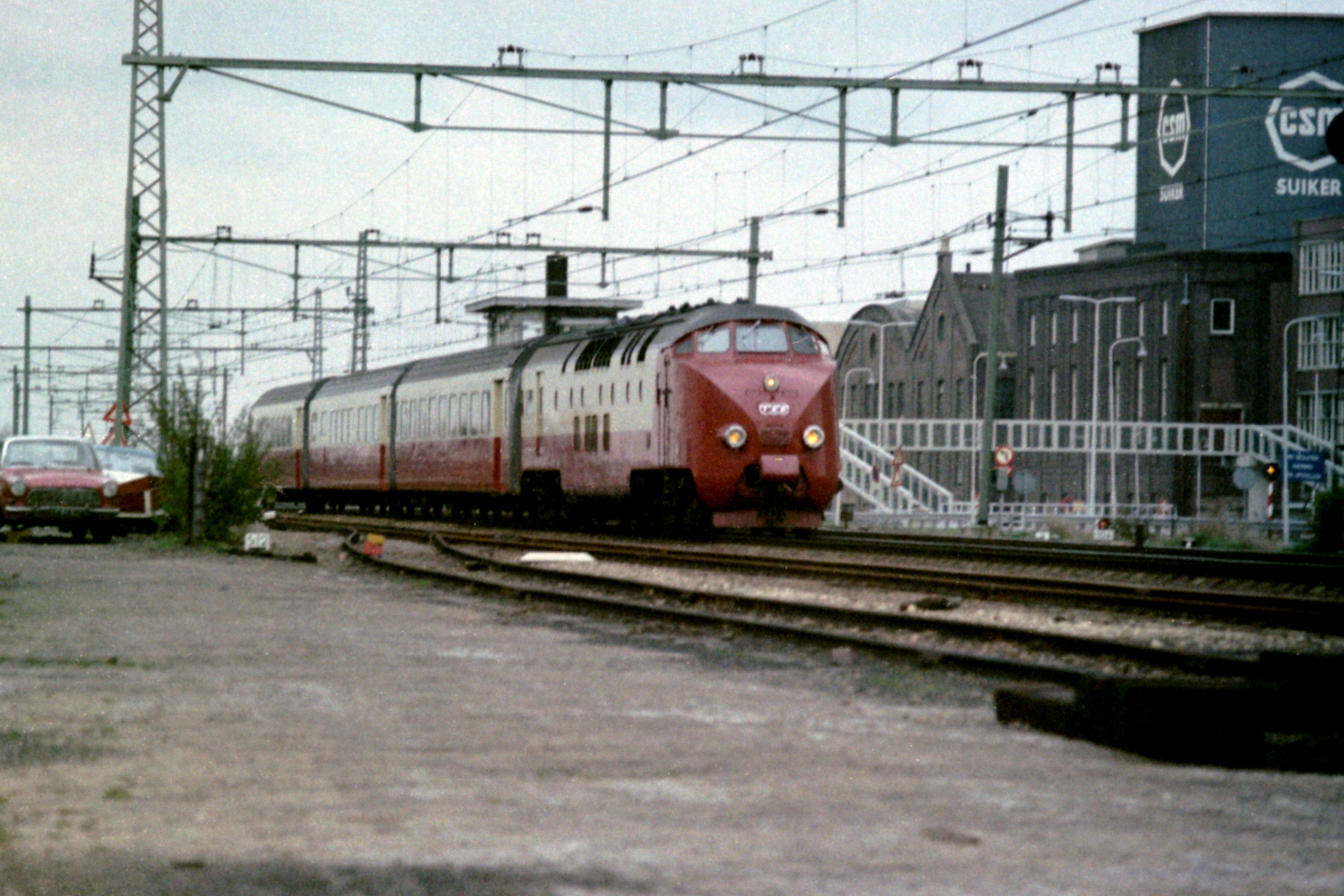
エーデルヴァイス運用中のDE-IV形/RAm TEE^{I}形気動車

TEE運行開始にあたり、オランダ国鉄とスイス連邦鉄道（スイス国鉄）が共同開発した気動車である。オランダ国鉄ではDE-IV形、スイス国鉄ではRAm TEEI形と呼ぶが、同一の形式であり運用上も区別されなかった。
1957年の運行開始時にはエーデルヴァイスとエトワール・デュ・ノール（パリ - アムステルダム）、オワゾ・ブルー（パリ - ブリュッセル）の3列車で運用された。1964年にエトワール・デュ・ノールとオワゾ・ブルーが客車列車化されてからはエーデルヴァイスとアルバレート（パリ - チューリッヒ）の共通運用となり、1969年にアルバレートも客車列車となるとエーデルヴァイスとバヴァリア（チューリッヒ - ミュンヘン）の共通運用となった。1971年にバヴァリアの脱線事故で一編成が失われ、バヴァリアが客車列車に変更されてからは、エーデルヴァイス専用となった。

### RAe TEEII

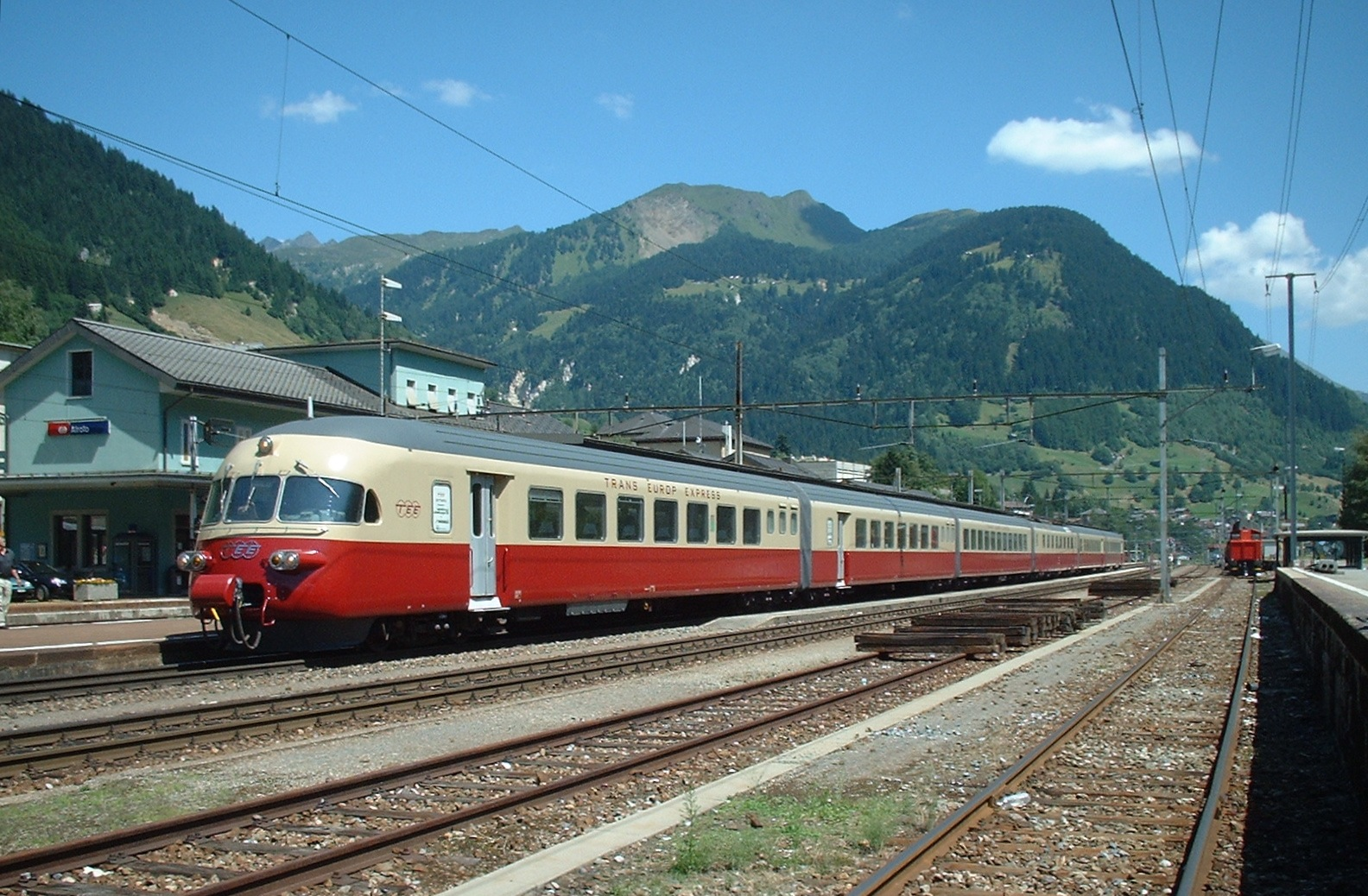
RAe TEEII型電車（TEE色復元車）

スイス国鉄がTEE用に開発した西ヨーロッパの幹線の4電気方式（直流1.5kV、直流3kV、交流15kV16 2/3Hz、交流25kV50Hz）対応の電車である。ただしエーデルヴァイス、イリスとしての運行区間には直流1.5kV電化の区間はない。
1961年よりTEEでの運行に使用されており、1974年以降にはエーデルヴァイス、イリスのほか、ゴッタルド（チューリッヒ - ミラノ）で運用された。

### その他
第二次大戦前のエーデルヴァイスは国際寝台車会社（ワゴン・リ）の一等および二等プルマン車（サロン車）専用であった。
1955年夏から1956年夏の急行エーデルヴァイスはフランス国鉄のX2721型気動車(X 2720)を、1956年夏から1957年のTEE化まではX2771型気動車(X 2770を用いていた。。
1980年代の客車列車となったエーデルヴァイスは主にスイス国鉄の客車を用いていた。ただし食堂車のみはフランス国鉄車だった。またイタリア方面へ直通する客車はイタリア国鉄車（一部ベルギー国鉄車）であった。
ユーロシティ化後のイリスは主にスイス国鉄の客車、ヴォーバンとジャン・モネは主にベルギー国鉄の客車が用いられていた。